# Arhesiro clousi
Espèce
Synonymes
- Siro clousi Giribet & Shear, 2010

Arhesiro clousi est une espèce d'opilions cyphophthalmes de la famille des Sironidae.

## Distribution
Cette espèce est endémique d'Oregon aux États-Unis. Elle se rencontre dans le comté de Lincoln.

## Description
Le mâle holotype mesure 1,89 mm et la femelle paratype 2,04 mm.

## Systématique et taxinomie
Cette espèce a été décrite sous le protonyme Siro clousi par Giribet et Shear en 2010. Elle est placée dans le genre Arhesiro par Karaman en 2022.

## Étymologie
Cette espèce est nommée en l'honneur de Ronald M. Clouse.

## Publication originale
- Giribet & Shear, 2010 : « The genus Siro Latreille, 1796 (Opiliones, Cyphophthalmi, Sironidae), in North America with a phylogenetic analysis based on molecular data and the description of four new species. » Bulletin of the Museum of Comparative Zoology, vol. 160, no 1, p. 1-33 (texte intégral).